# George Hillyard
George Whiteside Hillyard (Hanwell, Middlesex, 6 de febrero de 1864 - Pulborough, Sussex Occidental, 24 de marzo de 1943) fue un tenista británico.
Hillyard fue campeón olímpico en tenis en los Juegos Olímpicos de 1908 en Londres. Ganó el torneo de dobles al aire libre junto con Reginald Doherty.
Se casó con Blanche Bingley el 13 de julio de 1887, en Greenford, Middlesex.